# Upita
Upita (lit. Upytė) – wieś, dawne miasteczko na Litwie w rejonie poniewieskim Litwy, siedziba gminy (starostwa). Liczy 577 mieszkańców (2001). Znajduje się tu kościół pw. św. Karola Boremeusza, szkoła i poczta. Od 2004 miejscowość posiada własny herb.
Za czasów pogańskich Litwy była głównym miastem włości, czyli krainy upickiej, oddzielającej w 1394 kraj zwany Merken, tj. późniejszy powiat wiłkomierski od Żmudzi. Upita stanowiła starostwo grodowe i tytularną siedzibę powiatu upickiego.
Właścicielem Upity w XVII wieku był Władysław Wiktoryn Siciński, który wedle legendy Adama Mickiewicza i redaktorów Tygodnika Ilustrowanego wstał z grobu, by odpokutować swe grzechy – w tym za pierwsze użycie liberum veto.
W 1783 w Upicie urodził się Ignacy Iwicki – polski pedagog, profesor Akademii Połockiej, ksiądz katolicki, jezuita.
Miejsce to wielokrotnie odwiedzał też badacz mitologii słowiańskiej Zorian Dołęga-Chodakowski.
Było ono pierwowzorem żmudzkiego miasteczka Upita w Potopie Sienkiewicza, w którym odczytano w kościele list króla Jana Kazimierza rehabilitujący Andrzeja Kmicica.

## Zabytki
- Kościół pw. św. Karola Boromeusza, drewniany, wzniesiony w 1787 r. na miejscu starszego, fundowanego w 1742 r. przez Stanisława Tyszkiewicza i jego żonę Ewę z Białłozorów. Według różnych źródeł w kaplicy lub przy kościele miał być lub jest pochowany poseł upicki Władysław Siciński, który (przekupiony przez Radziwiłłów) jako pierwszy skorzystał z prawa liberum veto, zrywając w 1652 r. Sejm warszawski.
- Dzwonnica czworoboczna z 2 poł. XIX wieku.
- Na cmentarzu przykościelnym kaplica grobowa z tabliczką ,,GRÓB FAMILIJNY TOWGINÓW” oraz nagrobki miejscowych ziemian i drobnej szlachty z XIX i I poł. XX w. Nazwiska m.in.: Witort, Rymwid - Mickiewiczowie, Totwenowie, Semelewicz, Domaszewicz, Straszewiczowa, Wilczyńska, Waszkiewiczówna, Szabuniewiczowa, Szwojnicki, Mejerowie.